# Tavares, Eustis and Gulf Railroad
| Tavares, Eustis & Gulf Railroad | Tavares, Eustis & Gulf Railroad |
| ------------------------------- | ------------------------------- |
| Der Orange Blossom Cannonball   |                                 |
| Logo an der Tür des Warteraums  |                                 |
| Spurweite:                      | 1435 mm (Normalspur)            |
|                                 |                                 |

Die Tavares, Eustis & Gulf Railroad (TE&G) war eine am 8. Oktober 2011 gegründete Museumsbahngesellschaft, die einen als Orange Blossom Cannonball (engl. für Orangenblüten-Kanonenkugel) vermarkteten Dampfzug auf einer  Strecke der Florida Central Railroad bei Tavares im Lake County von Florida betrieb. Der Betrieb wurde am 29. Januar 2017 eingestellt.

## Geschichte
Der älteste Abschnitt der Strecke, auf der die TE&G fahrplanmäßig fuhr, liegt zwischen Tavares und Eustis. Sie wurde ursprünglich zwischen 1882 und 1883 von der St. Johns and Lake Eustis Railway gebaut. Der von der TE&G am häufigsten befahrene Streckenabschnitt zwischen Tavares und Mount Dora wurde ursprünglich zwischen 1886 und 1887 von der Sanford and Lake Eustis Railway gebaut.

## Zugverkehr
Der Orange Blossom Cannonball war eine Zugverbindung der TE&G mit einer holzgefeuerten Dampflokomotive. Die insgesamt 1¾ Stunden lange Fahrt benötigte jeweils ½ Stunde für die Fahrten zwischen Tavares and Mount Dora mit einem ¾ Stunden langen Aufenthalt.

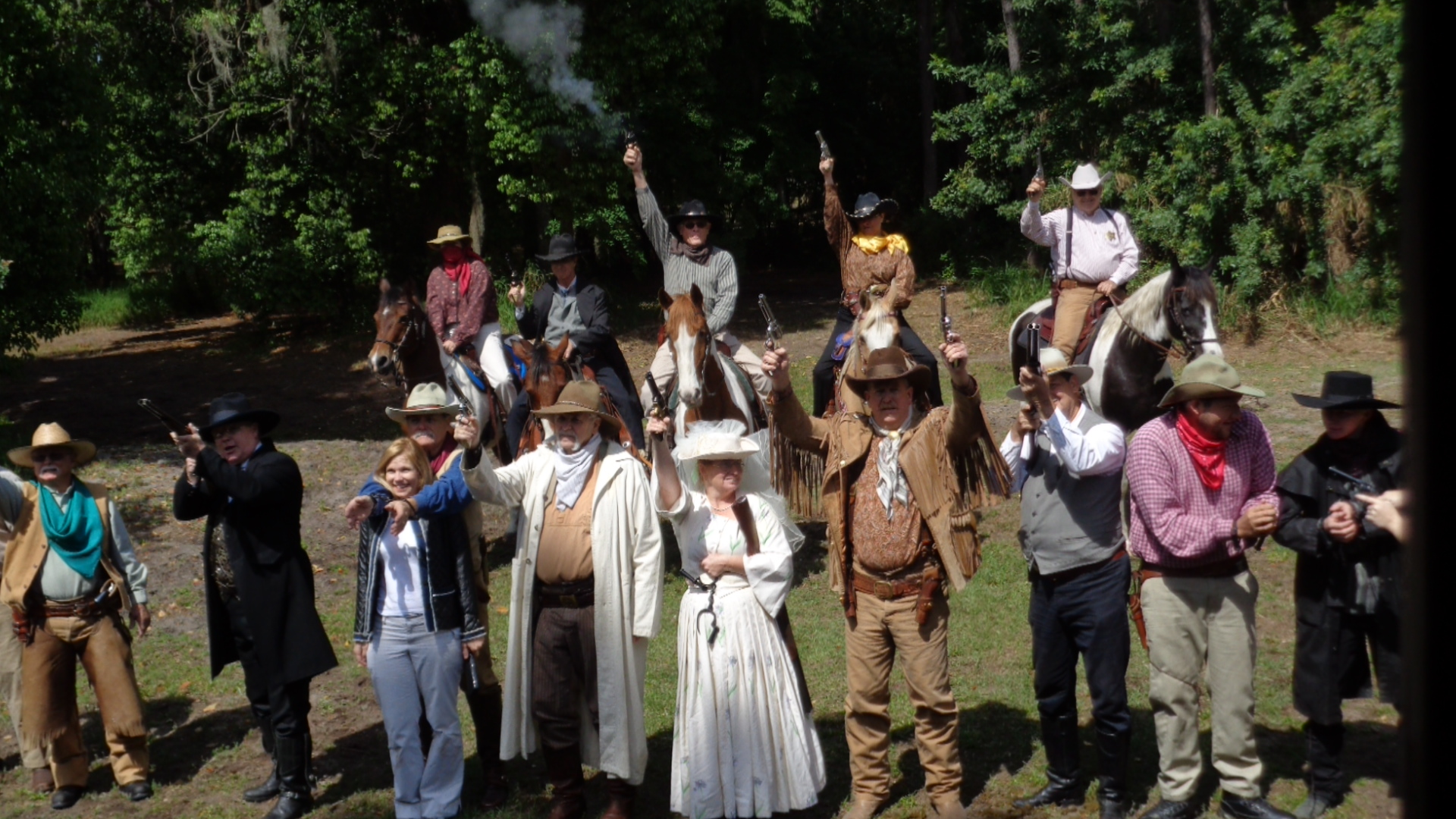
Sonderfahrt Trains of the Wild West

Es gab Sonderfahrten wie die Trains of the Wild West, The Great Pumpkin Limited und The Cannonball Christmas Express.

## Lokomotiven

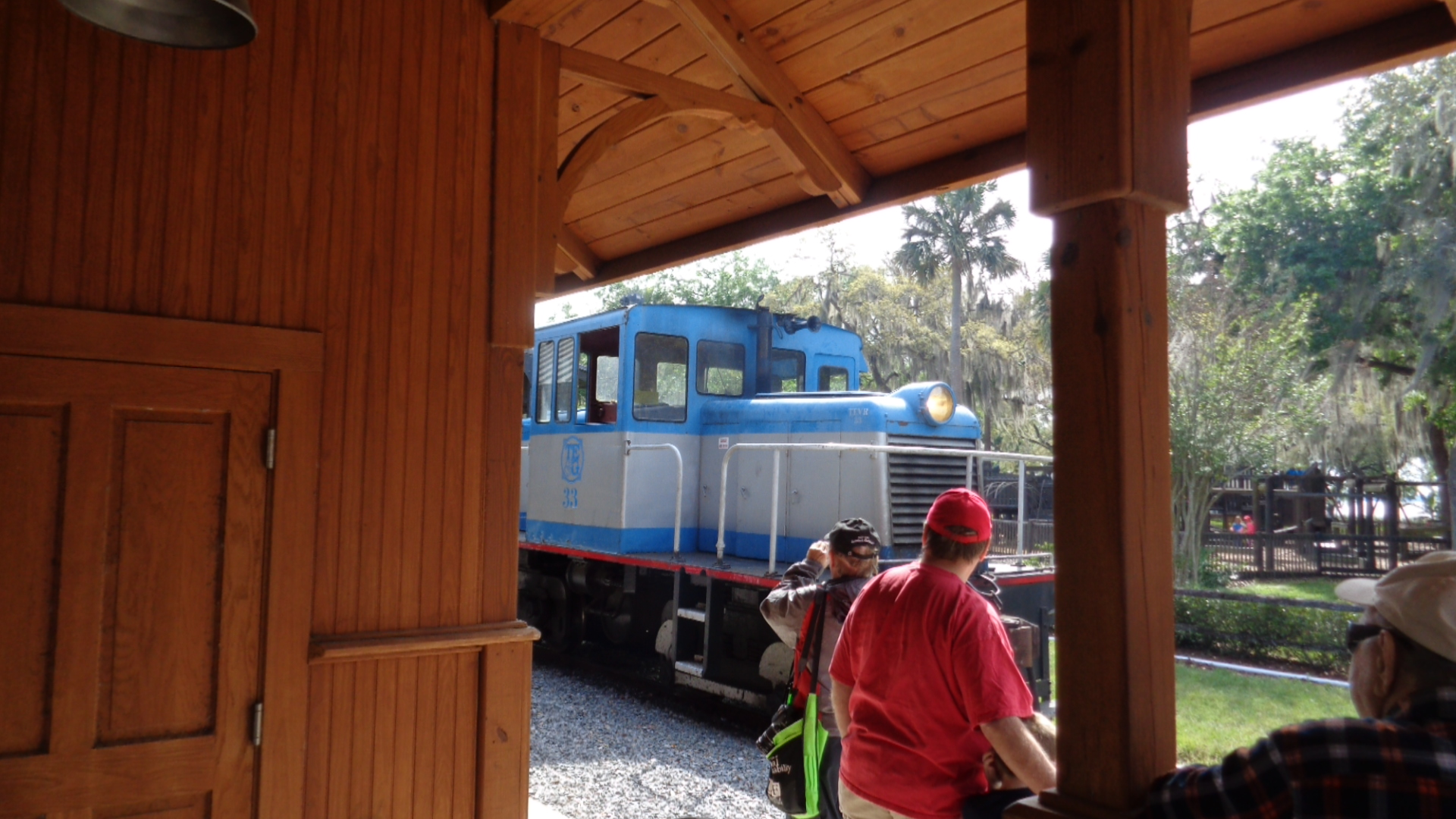
Diesellok Nr. 33

- Nr. 2: Baldwin-2-6-0-Dampflok von 1907. Es handelte sich um die einzige betriebsbereite Normalspur-Dampflokomotive und älteste Dampflokomotive jeglicher Spurweite in Florida.[5] Sie wurde bei den Dreharbeiten mehrerer Filme eingesetzt, z. B. O Brother, Where Art Thou? – Eine Mississippi-Odyssee und True Grit.[6]

- Nr. 33: 1941 45 t schwere GE-Rangier-Diesellokomotive von 1941 für den Zug mit dem Namen Lake Dora Limited.